# Rim Tim Tagi Dim
»Rim Tim Tagi Dim« je skladba hrvaškega pevca Marka Purišića, bolj znanega pod umetniškim imenom Baby Lasagna, s katero je zastopal svojo državo na Pesmi Evrovizije 2024. Pesem je Baby Lasagna v celoti napisal sam. Pesem je kot tretji singel iz prihajajočega albuma Demons and Mosquitoes izšla 12. januarja 2024 pri založbi Virgin Music Group. Baby Lasagna jo je sam opisal kot humorno pesem o izseljevanju mladih Hrvatov v tujino zaradi gospodarskih razmer.
Na Dori, nacionalnem izboru za Pesem Evrovizije, je Baby Lasagna zmagal z veliko prednostjo. V evrovizijskem finalu je pesem končala kot drugouvrščena, pri čemer je prejela največ točk gledalcev.